# Love Letter (album)
För andra betydelser, se Love Letters (olika betydelser).
Love Letter är den japanska musikern Gackts sjätte album, utgivet 2005.

## Låtlista
1. "Seiippai no Sayonara"
2. "Tea Cup"
3. "Etude"
4. "Arittake no Ai de"
5. "Peace"
6. "Kono Yoru ga Owaru Mae ni"
7. "Kimi ni Aitakute"
8. "Dears"
9. "Sakura Sou"
10. "Love Letter"